# Howard Shore
Howard Shore, OC (Toronto, Ontario, 1946. október 18. –) háromszoros Oscar-, háromszoros Golden Globe-, négyszeres Grammy- és kétszeres Szaturnusz-díjas kanadai zeneszerző, karmester, zenész és zenei producer, az egyetemes filmzene egyik legelismertebb alakja. Habár munkásságával számos sikeres filmen keresztül találkozhat a nagyközönség (többek között A Hobbit-trilógia, A bárányok hallgatnak, Aviátor, Dogma), elismeréseit mégis, szinte kivétel nélkül, egyetlen munkájáért, a Gyűrűk Ura-trilógia rendkívül nagyívű és összetett filmzenéjéért kapta.

## Kezdeti karrierje
Torontóban született zsidó család gyermekeként, a bostoni Berklee College of Musicben tanult zenét. 1969-től 1972-ig a Lighthouse nevű együttessel játszott. 1974-ben a kanadai bűvész, Doug Henning musicalje, a Spellbound zenéjét komponálta meg. Ő volt a Saturday Night Live című tévéműsor zenei rendezője 1975 és 1980 között, s feltűnt számos zenés szkeccsben, köztük a John Belushi-Dan Aykroyd páros oldalán. Shore volt az, aki a két komikusnak a Blues Brothers nevet ajánlotta.

## Sikerek
Shore olyan méltán ismert filmek zenéjét szerezte a '90-es évektől, mint A bárányok hallgatnak, a Mrs. Doubtfire – Apa csak egy van, a Philadelphia – Az érinthetetlen, az Ed Wood, a Hetedik, a Dogma, a Pop, csajok satöbbi, a Pánikszoba vagy az Aviátor, utóbbiért Golden Globe-díjjal is jutalmazták. Az 1979-es Porontyok óta állandó munkatársa David Cronenbergnek, a Holtsáv (1983, zeneszerző: Michael Kamen) kivételével a rendező összes filmjén ő dolgozott. A Meztelen ebéden együttműködött a híres avantgárd jazzmuzsikussal, Ornette Colemannel, aki méltatta Shore munkáját.

### A Gyűrűk Ura
Fő szócikk: A Gyűrűk Ura zenéje
- A Gyűrű Délre megyTéma A Gyűrű Szövetségéből

Nem tudod lejátszani a fájlt?
Legnagyobb sikere ezidáig Peter Jackson A Gyűrűk Ura-filmtrilógiájához fűződik. Az első film, A Gyűrűk Ura: A Gyűrű Szövetsége zenéje, beleértve az Aníron című dalt, 2002-ben meghozta számára az Oscar-díjat, míg a befejező rész, A Gyűrűk Ura: A király visszatér két továbbival bővítette elismeréseit (egyik a zenéért, másik az Into the West című betétdalért, amit Annie Lennox ad elő). A két torony zenéjét nem jelölték 2003-ban, mivel egy új szabályt vezettek be az évben: olyan score, ami bármilyen korábbiból merít, nem nevezhető a díjátadóra. Ez a feltétel rendkívül népszerűtlennek bizonyult és némi visszhangot váltott ki, mivel így több filmsorozat, például John Williams Csillagok háborúja zenéje, is kiesett a mezőnyből: a szabályt a következő évben eltörölték, így 2004-ben A király visszatér minden gond nélkül megkapta a jelölést, amit díjra is váltott. (Shore rajongói úgy vélekednek, ha a fent tárgyalt kikötés nem merül fel, jó esély lett volna rá, hogy A két torony is elnyerje az Oscart.)
2004 óta Shore a világot járja, s helyi zenekarokat vezényelve adja elő új szimfonikus művét, ami változat a méltán dicsért A Gyűrűk Ura-zenékre. Ennek címe The Lord of the Rings: Symphony in Six Movements. Mindegyik filmhez két tétel társul, a második és a harmadik tétel között pedig szünet van. A koncertelőadás alatt a zenéhez éppen passzoló jelenetek képei kerülnek kivetítésre a filmből. Az utóbbi időkben azonban Shore elfoglalt egyéb munkáival, így más karmesterek helyettesítik, úgymint Markus Huber, Alexander Mickelthwaite és John Mauceri.

## King Kong
Noha eredetileg Shore volt kijelölve a King Kong zenéjének megkomponálására (s jóformán be is fejezte a művet), az utolsó pillanatban James Newton Howard került a helyére "a zene törekvésekbeli kreatív különbségek" miatt közte és a filmkészítők között. Ez közös megállapodás volt Shore és Peter Jackson között.

## Érdekességek
- Shore egy pillanatra feltűnik A király visszatér bővített változatában mint egy rohani katona az edorasi ivós játék alatt.
- Annak ellenére, hogy munkáját az utómunkálatok során elutasították, Shore szintén látható egy apró szerepben a King Kong vége felé mint a színházi karmester.
- Ryan Shore zeneszerző nagybátyja.
- Shore-t Neil Portrow alakította Bob Woodard könyve, a Wired: The Short Life and Fast Times of John Belushi 1989-es filmváltozatában.

## Filmográfia
- 2014: A hobbit: Az öt sereg csatája
- 2013: A hobbit: Smaug pusztasága
- 2012: A hobbit: Váratlan utazás
- 2010. Alkonyat – Napfogyatkozás
- 2006. A tégla
- 2005. Erőszakos múlt
- 2004. Aviátor
- 2003. A Gyűrűk Ura: A király visszatér
- 2002. New York bandái
- 2002. A Gyűrűk Ura: A két torony
- 2002. Pók
- 2002. Pánikszoba
- 2001. A Gyűrűk Ura: A Gyűrű Szövetsége
- 2001. A szajré
- 2000. A sejt
- 2000. Esther Kahn
- 2000. A bűn állomásai
- 2000. Pop, csajok satöbbi
- 1999. Dogma
- 1999. Csak egy kis pánik
- 1999. eXistenZ – Az élet játék
- 1999. Gloria
- 1997. Játsz/ma
- 1997. Cop Land
- 1996. Nyomul a banda
- 1996. Richard nyomában
- 1996. Sztriptíz
- 1996. Karambol
- 1996. Vonzások és állatságok
- 1996. A gyanú árnyéka
- 1995. Fekete Amerika
- 1995. A Hold színei
- 1995. Hetedik
- 1994. Senki bolondja
- 1994. Ed Wood
- 1994. Az ügyfél
- 1993. Philadelphia – Az érinthetetlen
- 1993. Mrs. Doubtfire – Apa csak egy van
- 1993. Pillangó úrfi
- 1993. Bűnben égve
- 1993. Sliver
- 1992. Egyedülálló nő megosztaná
- 1992. Előjáték egy csókhoz
- 1991. Meztelen ebéd
- 1991. Halálcsók
- 1991. A bárányok hallgatnak
- 1990. A citrom nővérek
- 1989. Nőstényördög
- 1989. Egy ártatlan ember
- 1989. Signs of Life
- 1988. Két test, egy lélek
- 1988. Segítség, felnőttem!
- 1988. Költözés
- 1987. Bízzál bennem
- 1986. A légy
- 1986. Fire with Fire
- 1985. Lidérces órák
- 1984. Semmi sem tart örökké
- 1983. Videodrome
- 1981. Agyfürkésző
- 1979. Porontyok
- 1978. I Miss You, Hugs and Kisses